# Mart Laar

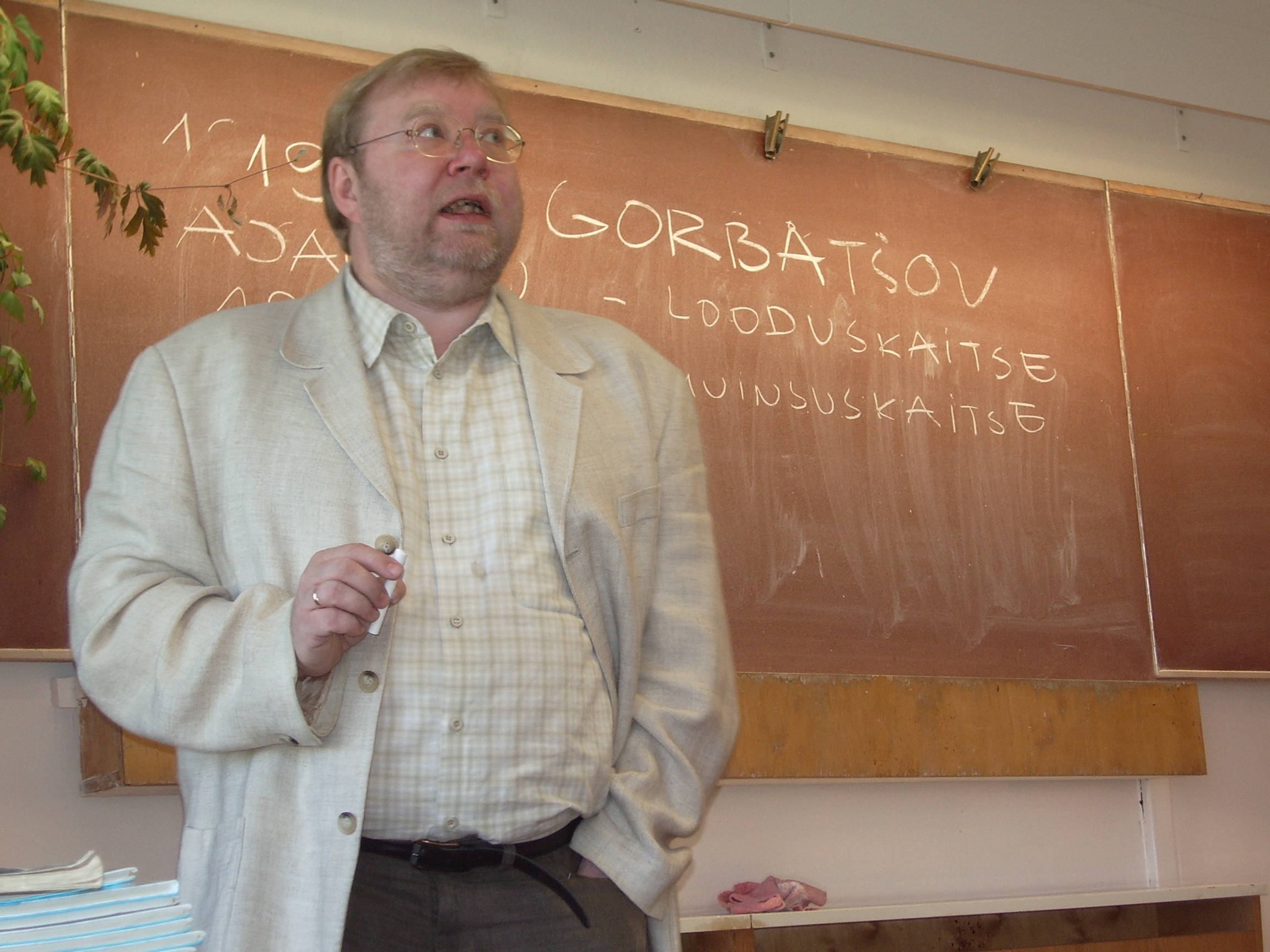
Mart Laar 2006-ban

Mart Laar (Viljandi, 1960. április 22. –) észt politikus és történész. 1992–1994 és 1999–2002 között Észtország miniszterelnöke volt.

## Életrajza
Társalapítója volt a jobbközép Pro Patria Uniónak, amely 1992-ben megnyerte a választásokat, és az akkor 32 éves Mart Laar alakíthatott koalíciós kormányt. 1994-ben a kormánykoalíción belüli konfliktusok miatt lemondott.
1999-ben hárompárti koalíció élén ismét miniszterelnök lett. Posztját 2002 januárjáig őrizte meg, amikor a koalíciós széthúzás miatt lemondott.
A liberális piacgazdaság egyik létrehozójaként tartják számon Észtországban. Kormányzati ideje alatt számos gazdasági reformot valósítottak meg, többek között bevezették az egykulcsos adót, erőteljesen privatizálni kezdték a szinte kizárólag állami kézben lévő vállalatokat, elkezdték kiépíteni az e-közigazgatást [forrás?] és az észt korona árfolyamát a német márkáéhoz rögzítették (8:1 arányban). Politikai célja egy konzekvens nyugati orientáció megvalósítása volt.
Pártja 2006-ban egyesült a pragmatikusabb felfogású Res Publica Párttal.
A 2011 áprilisától védelmi miniszterként szolgált, ám 2012 februárjában agyvérzés érte és lábadozása során újabb egészségügyi problémái jelentkeztek. Ezért 2012 májusában lemondott.
2013 áprilisában az észt parlament a Riigikogu megválasztotta az észt nemzeti bank elnökének, az ekkor parlamenti képviselőként dolgozó Laart.

## Tudományos tevékenység
Történészként számos könyvet írt az észt és orosz történelemről.

## Magyarul megjelent művei
- Észtország története; ford. Csire Márta, Tiina Rüütmaa; BDTF, Szombathely, 1999 (Folia Estonica)
- Vissza a jövőbe. Húsz év szabadság Közép-Európában; ford. Szabó Katalin; XX. Század Intézet–Kairosz, Bp.–Szentendre, 2002
- Vissza a jövőbe. Húsz év szabadság Közép-Európában; ford. Szabó Katalin; 2. bőv. kiad.; XX. Század Intézet, Bp., 2010